# Urraka Fernández
Urraka Fernández (zm. 1007) – królowa Leónu jako żona Ordoño III i Ordoño IV Nikczemnego oraz królowa Nawarry jako żona Sancho II.
Urraka była córką hrabiego Kastylii Ferdynanda II Gonzaleza i jego żony Sanchy Sánchez z Pampeluny.
Pierwszym jej mężem był król Leónu Ordoño III. Być może dzieckiem z tego związku był Bermudo II.
W 958 roku, po śmierci Ordoño III wyszła ponownie za mąż za króla Leónu Ordoño IV, który jednak zmarł już w 960 roku.
Jej trzecie małżeństwo zostało zawarte w 962 roku z Sancho II, od 970 roku królem Nawarry i hrabią Aragonii (przy czym oboje małżonkowie mieli wspólnego dziadka króla Nawarry Sancho I). Dzieci Urraki i Sancho II:
- García II,
- Ramiro z Nawarry,
- Gonzalo z Nawarry
- Abda (Urraca) z Nawarry.

Urraka, razem ze swoją synową Jimeną Fernández oraz biskupem Nawarry była współregentką dla swojego wnuka Sancho III.